# Atletica leggera ai Giochi della V Olimpiade - Lancio del giavellotto

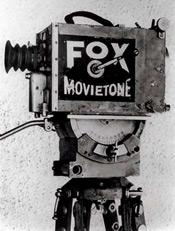
video della finale (durata: 1'04")

La competizione del lancio del giavellotto di atletica leggera ai Giochi della V Olimpiade si tenne il 6 luglio 1912 allo Stadio Olimpico di Stoccolma.

## L'eccellenza mondiale
| Record olimpico: Londra 1908 | 54,825 | Eric Lemming  | Presente |
| Primat. mondiale stagionale  | 61,45  | Juho Saaristo | Presente |

## Risultati

### Turno eliminatorio
Tutti i 25 iscritti divisi in quattro gruppi, hanno diritto a tre lanci. Poi si stila una classifica. I primi tre disputano la finale (tre ulteriori lanci). I tre finalisti si portano dietro i risultati della qualificazione.
Julius Saaristo batte il record olimpico con 55,37, ma il campione uscente Eric Lemming ristabilisce le gerarchie con un lancio a 57,42 m.
Nota: i lanci non validi ai fini del risultato finale appaiono in corsivo.
| Gruppo | Pos. | Atleta              | Nazione   | Misura | Lanci | Lanci | Lanci |
| Gruppo | Pos. | Atleta              | Nazione   | Misura | 1°    | 2°    | 3°    |
| ------ | ---- | ------------------- | --------- | ------ | ----- | ----- | ----- |
| A      | 1    | Eric Lemming        | Svezia    | 57,42  | 53,02 | 54,78 | 57,42 |
| A      | 2    | Juho Saaristo       | Finlandia | 55,37  | 54,75 | 55,37 | N     |
| C      | 3    | Mór Kóczán          | Ungheria  | 54,99  | 54,06 | N     | 54,99 |
| A      | 4    | Johan Halme         | Finlandia | 54,65  | 53,81 | 54,65 | N     |
| D      | 5    | Väinö Siikaniemi    | Finlandia | 52,43  | 52,19 | N     | 52,43 |
| C      | 6    | Richard Åbrink      | Svezia    | 52,20  | 46,56 | 48,25 | 52,20 |
| C      | 7    | Arne Halse          | Norvegia  | 51,98  | 51,98 | N     | N     |
| B      | 8    | Jonni Myyrä         | Finlandia | 51,33  | 48,77 | 51,33 | N     |
| A      | 9    | Urho Peltonen       | Finlandia | 49,20  | 49,20 | N     | N     |
| A      | 10   | Otto Nilsson        | Svezia    | 49,18  | 47,59 | 48,01 | 49,18 |
| A      | 11   | Karl Sonne          | Svezia    | 47,85  | N     | 47,85 | N     |
| D      | 12   | Daniel Johansen     | Norvegia  | 47,61  | 46,18 | 46,87 | 47,61 |
| A      | 13   | Svante Olsson       | Svezia    | 46,94  | 46,94 | N     | N     |
| C      | 14   | Anders Krigsman     | Svezia    | 46,71  | 45,14 | 45,48 | 46,71 |
| D      | 15   | Janne Dahl          | Svezia    | 45,67  | N     | 44,09 | 45,67 |
| A      | 16   | Arvid Ohrling       | Svezia    | 45,32  | 45,00 | 45,32 | N     |
| B      | 17   | Nikolay Neklapaev   | Russia    | 44,98  | N     | 44,78 | 44,98 |
| B      | 18   | Emil Kukko          | Finlandia | 44,66  | 44,50 | N     | 44,66 |
| A      | 19   | Josef Waitzer       | Germania  | 43,71  | 41,99 | 43,20 | 43,71 |
| B      | 20   | Nikolajs Švedrēvics | Russia    | 43,21  | N     | 43,21 | N     |
| C      | 21   | Algot Larsson       | Svezia    | 43,18  | 43,18 | N     | N     |
| B      | 22   | Karl Halt           | Germania  | 41,99  | N     | 41,99 | N     |
| B      | 23   | Paul Willführ       | Germania  | 41,05  | 41,05 | N     | N     |
| D      | -    | Eskil Falk          | Svezia    | NM     | N     | N     | N     |
| C      | -    | Gustav Kröjer       | Austria   | NM     | N     | N     | N     |

### Finale
Eric Lemming consolida il suo primato sfondando il muro dei 60 metri. Alla terza prova Saaristo si migliora di tre metri, ma non basta per l'oro.
| Pos.    | Atleta        | Età | Nazione   | Misura | Lanci | Lanci | Lanci | Lanci |
| Pos.    | Atleta        | Età | Nazione   | Misura | Qual. | 4°    | 5°    | 6°    |
| ------- | ------------- | --- | --------- | ------ | ----- | ----- | ----- | ----- |
| Oro     | Eric Lemming  | 32  | Svezia    | 60,64  | 57,42 | 60,64 | N     | 59,00 |
| Argento | Juho Saaristo | 21  | Finlandia | 58,66  | 55,37 | 56,21 | N     | 58,66 |
| Bronzo  | Mór Kóczán    | 27  | Ungheria  | 55,50  | 54,99 | N     | N     | 55,50 |

All'ottavo posto si classifica un ventenne finlandese, Jonni Myyrä. Sarà protagonista ad Anversa 1920 e Parigi 1924.